# Théorème de convergence monotone
Ne doit pas être confondu avec Théorème de la limite monotone.
En mathématiques, le théorème de convergence monotone (ou théorème de Beppo Levi) est un résultat de la théorie de l'intégration de Lebesgue.
Il permet de démontrer le lemme de Fatou et le théorème de convergence dominée.
Ce théorème indique que pour une suite croissante de fonctions mesurables positives on a toujours la convergence de la suite de leurs intégrales vers l'intégrale de la limite simple.
Le théorème autorise donc, pour une telle suite de fonctions, à intervertir les symboles {\displaystyle \int } et {\displaystyle \lim }. De façon équivalente, il permet, pour une série de fonctions mesurables positives, de permuter les symboles {\displaystyle \int } et {\displaystyle \sum }.

## Énoncé
Théorème de convergence monotone/Beppo Levi — Soit {\displaystyle (E,{\mathcal {A}},\mu )} un espace mesuré. Pour toute suite croissante {\displaystyle (f_{n})_{n}} de fonctions mesurables positives sur {\displaystyle E} (à valeurs dans [0, +∞]), sa limite simple est mesurable et l'on a :
Comme corollaire important, si les intégrales {\displaystyle \int f_{n}~\mathrm {d} \mu } sont toutes majorées par un même réel, alors la fonction {\displaystyle f=\lim _{n\to +\infty }f_{n}} est intégrable, donc finie presque partout, et l'on peut exprimer le résultat en disant que la suite {\displaystyle (f_{n})} converge vers {\displaystyle f} pour la norme L1.
On peut aussi exprimer le théorème en utilisant, au lieu d'une suite croissante, une série de fonctions mesurables {\displaystyle u_{n}} à valeurs positives ou nulles. Le théorème dit que l'on a toujours
Le corollaire se traduit alors par : si la série des intégrales converge, alors la série des {\displaystyle u_{n}} est intégrable donc finie presque partout, c'est-à-dire que pour presque tout {\displaystyle x}, la série {\displaystyle \sum u_{n}(x)} converge.

## Histoire
Au début du XXe siècle, une nouvelle théorie de l'intégration apparaît sous la forme d'un article de Lebesgue, « Sur une généralisation de l'intégrale définie », publié dans les Comptes Rendus du 29 avril 1901. Cet article fascine rapidement la communauté mathématique. En 1906, le mathématicien italien Beppo Levi (1875-1961) démontre le théorème de la convergence monotone qui porte en conséquence parfois le nom de théorème de Beppo Levi.

## Remarques

### Séries doubles
Dans le cas particulier où l'espace mesuré est {\displaystyle \mathbb {N} } muni de la tribu discrète et de la mesure de comptage, on retrouve le théorème d'interversion pour les séries doubles à termes positifs.

### Intérêt du théorème
L'aspect remarquable de la théorie de Lebesgue est qu'un critère de convergence faible suffit néanmoins sous certaines hypothèses pour assurer une bonne convergence, la convergence dans {\displaystyle L^{1}(E)}. Ce résultat est donc indispensable pour l'étude d'espaces de fonctions comme l'espace des séries entières, des fonctions harmoniques ou des espaces de Hardy ou de Sobolev.

Le lemme de Fatou et le théorème de convergence dominée peuvent être établis en utilisant le théorème de convergence monotone. Ce théorème est aussi utilisé pour construire les mesures à densité et pour démontrer le théorème de Fubini.

### Non-validité dans le cadre de la théorie de Riemann
Considérons l'exemple suivant : à partir d'une énumération de tous les rationnels compris entre 0 et 1, on définit la fonction {\displaystyle f_{n}} (pour tout entier naturel {\displaystyle n}) comme l'indicatrice de l'ensemble des {\displaystyle n} premiers termes de cette suite de rationnels. La suite croissante des fonctions {\displaystyle f_{n}} (positives et d'intégrale de Riemann nulle) converge alors simplement vers l'indicatrice de {\displaystyle \mathbb {Q} }, qui n'est pas Riemann-intégrable.

### Nécessité de l'hypothèse de positivité
L'exemple de la suite de fonctions {\displaystyle (f_{n})_{n}} définies sur {\displaystyle \mathbb {R} } par {\displaystyle f_{n}=-1_{\left[n,+\infty \right[}} (pour tout entier naturel {\displaystyle n}) montre que la condition de positivité des {\displaystyle f_{n}} est nécessaire.